# ファンキージャム
ファンキージャム（funkyjam）とは、日本のダンス研究家である浅岡幸三が1980年に考案した造語である。
浅岡幸三により1981年にアメリカンブラックのダンススクール、ファンキージャム・ダンススクールが設立される。
1983年にファンキージャム・ブレーカーズが結成される。
作品名、団体名など広く使われるようになり一般名詞となる。